# Термінал ЗПГ Аліага
Термінал ЗПГ Аліага - інфраструктурний об’єкт для прийом, регазифікації та перевалки зрідженого природного газу на західному узбережжі Туреччини в егейському порту Аліага поблизу Ізміру.
Початкова потужність терміналу становила 6 млрд.м3 на рік, а для зберігання прийнятого ЗПГ призначались два резервуари об’ємом по 140000 м3 кожен. Портове господарство здатне приймати газові танкери розміром до Q-max (266000 м3).
Окрім видачі регазифікованої продукції у газотранспортну мережу, існує також можливість постачання ЗПГ в автоцистернах.
Об’єкт завершили спорудженням у 2001 році, проте через відсутність достатнього попиту та проблеми з ліцензією у власника – компанії Egegaz – перші поставки розпочались лише через п’ять років. З того часу зростання економіки Туреччини настільки збільшило попит на блакитне паливо, що навіть за умови повного завантаження введеного в експлуатацію у 2003 році «Блакитного потоку» в зимову пору виникав дефіцит. В зв’язку з цим у грудні 2016 року потужність терміналу збільшили до 24 млн.м3 на добу (8,8 млрд.м3 на рік), і анонсували будівництво третього резервуару, що дозволить довести добову видачу газу до 40 млн.м3, тобто в 2,5 рази більше від початкової.
Можливо відзначити, що в тому ж районі діє плавучий термінал Аліага, який належить компанії Etki.